# Great Lake Swimmers
Great Lake Swimmers is een Canadese folkband, geformeerd rondom the melodische songs van singer-songwriter Tony Dekker. Andere leden zijn Sandro Perri (ook bekend als Polmo Polpo) op steel-gitaar, Erik Arneson op banjo, Almog Ben-David op de piano en Colin Huebert op drums.
Op hun Europese tours worden Tony Dekker en Erik Arneson regelmatig begeleid door twee leden van de Nederlandse postrock-band We vs. Death.
De muzikale stijl van de band wordt vergeleken met Red House Painters, Nick Drake, Gram Parsons en Neil Young.

## Discografie

### Albums
| Album met hitnotering(en) in de Vlaamse Ultratop 200 albums | Datum van verschijnen | Datum van binnenkomst | Hoogste positie | Aantal weken | Opmerkingen |
| ----------------------------------------------------------- | --------------------- | --------------------- | --------------- | ------------ | ----------- |
| Great Lake Swimmers                                         | 28-01-2003            | -                     |                 |              |             |
| Bodies and minds                                            | 11-10-2005            | -                     |                 |              |             |
| Hands in dirty ground                                       | 2006                  | -                     |                 |              | ep          |
| Ongiara                                                     | 27-03-2007            | 05-05-2007            | 92              | 1            |             |
| Live at the church of the redeemer                          | 2007                  | -                     |                 |              | Live ep     |
| Lost channels                                               | 31-03-2009            | 11-04-2009            | 72              | 4            |             |
| The legion sessions                                         | 09-2009               | -                     |                 |              | ep          |
| New wild everywhere                                         | 03-04-2012            | -                     |                 |              |             |

### Singles
| Single met hitnotering(en) in de Vlaamse Ultratop 50 | Datum van verschijnen | Datum van binnenkomst | Hoogste positie | Aantal weken | Opmerkingen |
| ---------------------------------------------------- | --------------------- | --------------------- | --------------- | ------------ | ----------- |
| To leave it behind                                   | 2005                  | -                     |                 |              |             |
| Bodies and minds                                     | 2005                  | -                     |                 |              |             |
| Your rocky spine                                     | 2007                  | -                     |                 |              |             |
| Backstage with the modern dancers                    | 2007                  | -                     |                 |              |             |
| Pulling on a line                                    | 2009                  | -                     |                 |              |             |
| Easy come easy go                                    | 2012                  | 10-03-2012            | tip69           | -            |             |